# Direction du Renseignement Militaire
Direction du Renseignement Militaire (DRM; deutsch Militärischer Nachrichtendienst) ist der militärische Nachrichtendienst Frankreichs, der am 16. Juni 1992 gegründet wurde. Der DRM untersteht direkt dem Verteidigungsministerium. Die Gründung des DRM war eine Reaktion auf das Ende des Kalten Krieges und wurde durch nachrichtendienstliche Fehler im Rahmen des Zweiten Golfkriegs maßgeblich gefördert.

Das Hauptquartier der Organisation befindet sich in Paris.

## Auftrag
Seine Aufgaben sind Aufklärung und Abwehr unter Zuhilfenahme von elektronischer Aufklärung (u. a. Satellitenaufklärung). Er besitzt unter seinen Angestellten keine eigenen Aktionstruppen – die Aufgaben beschränken sich vor allem auf Auswertung und Analyse. Deshalb ist die Organisation auf die Informationsbeschaffung durch andere Nachrichtendienste wie beispielsweise die des BRGE angewiesen.

## Leitung
| Direktor der DRM                 | Dienstgrad                                 | Nominierung       | Nominierung   |
| -------------------------------- | ------------------------------------------ | ----------------- | ------------- |
| Jean Heinrich                    | Generalmajor                               | 30. Juni 1992     | [ 2 ]         |
| Bruno Élie                       | Generalmajor                               | 23. November 1995 | [ 3 ]         |
| Yves de Kersauson de Pennendreff | Vizeadmiral                                | 22. Januar 1998   | [ 4 ]         |
| André Ranson                     | Generalmajor                               | 31. Mai 2001      | [ 5 ]         |
| Michel Masson                    | Generalleutnant (général de corps aérien)  | 13. Mai 2005      | [ 6 ]         |
| Benoît Puga                      | Generalleutnant (général de corps d’armée) | 2. Juli 2008      | [ 7 ]         |
| Didier Bolelli                   | Generalleutnant (général de corps d’armée) | 19. März 2010     | [ 8 ]         |
| Christophe Gomart                | Generalleutnant (général de corps d’armée) | 21. Juni 2013     | [ 9 ]         |
| Jean-François Ferlet             | Generalleutnant (général de corps aérien)  | 7. Juli 2017      | [ 10 ]        |
| Éric Vidaud                      | Generalleutnant (général de corps d’armée) | 1. September 2021 | [ 11 ] [ 12 ] |
| Jacques Langlade de Montgros     | Generalleutnant (général de corps d’armée) | 13. April 2022    | [ 13 ]        |

## Angestellte/Finanzen
Im Februar 2013 beschäftigte die DRM 1620 Personen, davon 24 % Frauen.
Das Budget für 2013 betrug 155 Millionen Euro.

## Rücktritt General Vidauds nach Kritik wegen falscher Einschätzung vor Russlands Angriff auf die Ukraine
Ende März 2022 trat der Chef des DRM General Éric Vidaud zurück; laut Medienberichten kam er seiner Entlassung zuvor, weil der Geheimdienst die russische Invasion in die Ukraine nicht vorhergesehen hatte.